# Čitluk
Čitluk es una municipalidad y localidad de Bosnia y Herzegovina. Se encuentra en el cantón de Herzegovina-Neretva, dentro del territorio de la Federación de Bosnia y Herzegovina. La capital de la municipalidad de Čitluk es la localidad homónima.

## Localidades
La municipalidad de Čitluk se encuentra subdividida en las siguientes localidades:
- Bijakovići.
- Biletići.
- Blatnica.
- Blizanci.
- Čalići.
- Čerin.
- Čitluk.
- Dobro Selo.
- Dragičina.
- Gradnići.
- Hamzići.
- Krehin Gradac.
- Krućevići.
- Donji Ograđenici (Veliki i Mali).
- Međugorje.
- Paoča.
- Potpolje.
- Služanj.
- Tepčići.
- Gornji Ograđenici (Veliki i Mali).
- Vionica.

## Demografía
En el año 2009 la población de la municipalidad de Čitluk era de 15 852 habitantes. La superficie del municipio es de 181 kilómetros cuadrados, con lo que la densidad de población era de 88 habitantes por kilómetro cuadrado.